# Christina Manhard
Christina Manhard (ur. 13 lipca 1990 r.) – niemiecka narciarka dowolna, specjalizująca się w skicrossie. Jak dotąd nie startowała na igrzyskach olimpijskich, ani na mistrzostwach świata. Najlepsze wyniki w Pucharze Świata, osiągnęła w sezonie 2011/2012, kiedy to zajęła 56. miejsce w klasyfikacji generalnej, a w klasyfikacji skicrossu była 18.

## Sukcesy

### Puchar Świata

#### Miejsca w klasyfikacji generalnej
- 2006/2007 – 59.
- 2007/2008 – 115.
- 2008/2009 – 122.
- 2009/2010 – 91.
- 2010/2011 – 93.
- 2011/2012 – 56.
- 2012/2013 –

#### Miejsca na podium w zawodach
1. Grasgehren – 3 lutego 2013 (Skicross) – 2. miejsce